# 布里西
布里西（法語：Bricy，法語發音：[bʁisi]）是法国卢瓦雷省的一个市镇，位于该省西部，属于奥尔良区。

## 地理
布里西（47°59'55"N, 1°46'53"E）面积12.66 平方千米，位于法国中央-卢瓦尔河谷大区卢瓦雷省，该省份为法国中北部省份，北起埃松省，西北接厄尔-卢瓦省，西南接卢瓦-谢尔省，南至涅夫勒省和谢尔省，东临约讷省，东北接塞纳-马恩省。
与布里西接壤的市镇（或旧市镇、城区）包括：布莱莱巴尔、宽斯、日迪、于埃特尔、圣佩拉维拉科隆布、苏日。

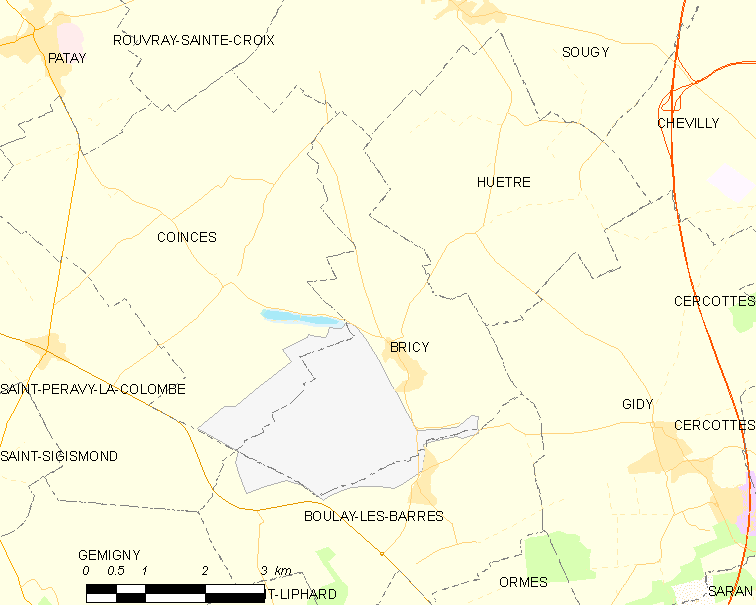
布里西的OSM定位图

布里西的时区为UTC+01:00、UTC+02:00（夏令时）。

## 行政
布里西的邮政编码为45310，INSEE市镇编码为45055。

## 政治
布里西所属的省级选区为卢瓦尔河畔默恩县。

## 人口

1962-2008年间布里西人口变化图示

布里西于2022年1月1日时的人口数量为542人。